# Abū ‘Alī al-Fadl b. Muhammad al-Fāramidhī
 (mars 2011).
Muhammad al-Fāramidhī vécut en Perse, dans la province du Khorasan, au XIe siècle et fut un disciple d’al-Qushayrī. Il serait mort en 1084 ou 1085 à Tous.
Il fut l'un des maîtres d’Al-Ghazâlî, qu'il initia au soufisme à Nichapur.